# Can Carlí i els Espilons
Can Carlí i els Espilons és una obra amb elements gòtics i barrocs de Monistrol de Montserrat (Bages) protegida com a Bé Cultural d'Interès Local.

## Descripció
La casa del Carlí és un dels exemples de carrer estret i porticat d'origen medieval. Per sota la casa passa el carrer dels Espilons que és estret i tortuós i salva el desnivell de la muntanya amb unes escales. La casa té un gran arc adovellat a la part inferior, que forma el pas cobert del carrer, i una finestra bífora al primer pis.

## Història
El carrer dels Espilons és un testimoni de la vila medieval de Monistrol. Comunica el carrer de Manresa (antic camí que des del peu del Llobregat portava a la muntanya de Montserrat) i el carrer de Puig, un dels més elevats de la vila. Tant el carrer com la casa van ser modificats en èpoques posteriors.